# هاردی ۲۸۶۶

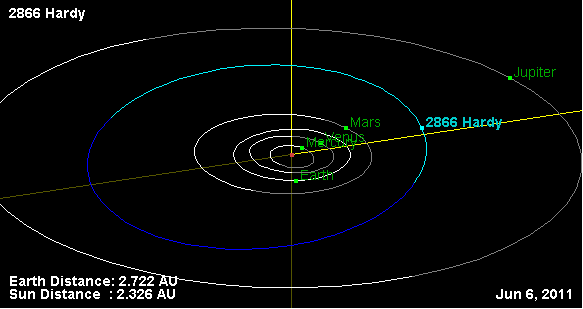
نمایی از محل قرارگیری سیارک هاردی ۲۸۶۶ در مدار – ۲۰۱۱

سیارک ۲۸۶۶ (به انگلیسی: 2866 Hardy، نامگذاری:1961TA) دو هزار و هشتصد و شصت و ششمین سیارک کشف شده‌است که در ۷ اکتبر ۱۹۶۱ کشف شد.
قدر مطلق سیارک برابر ۱۱٫۹۰ است.